# El Maestro del Agua Control
El Maestro del Agua Control es el décimo octavo episodio de la serie animada de televisión Avatar: la leyenda de Aang.

## Sinopsis
Aang y Sokka están discutiendo sobre el lugar de la Tribu Agua del Norte, pues han viajado por dos días sin encontrar la tribu. Pronto son atacados y seguidamente conducidos a la tribu por maestros agua. En la trayectoria helada al palacio, Sokka ve a la princesa Yue por primera vez y se enamora de ella.
El Almirante Zhao es informado que el avatar va a la tribu agua del norte y monta una flota masiva para capturarlo. Él toma el comando de los soldados debajo de Príncipe Zuko. Mientras que él resumió a Zuko y al general Iroh, él ve los dos sables en la nave de Zuko que el espíritu azul uso para liberar al avatar y hace la conclusión de que el príncipe Zuko debe ser el espíritu azul.
El Almirante Zhao entonces emplea a piratas primero vistos en "El pergamino del control del agua" para asesinar a Zuko.
Aang aprende renuente del maestro Pakku. Él está enojado porque las costumbres de la tribu no permiten que Pakku le enseñe a Katara simplemente debido a que es una mujer. Las maestras agua se supone deben aprender solamente a usar el Agua Control para curar, y Katara va renuente a esa clase, que es enseñada por una vieja mujer; los otros estudiantes son muchachas muy jóvenes), la maestra de curación le pregunta a Katara quien es el afortunado por lo que Katara se sorprende luego de que Yogoda le explica el significado de su collar (compromiso) la conversación termina cuando Yogoda le dice a Katara que se parece mucho a su abuela Kanna.
Yogoda le explica a Katara que ella conoció a su abuela porque ella nació en la tribu agua del norte.
También le explica que su abuela iba a casarse con un joven masestro agua, pero que el matrimonio era arreglado, Kanna abandono la tribu sin decírselo a nadie.
Desobedeciendo las reglas, Aang le enseña a Katara de todos modos lo que él había aprendido (Aang le ofreció enseñarle). Son vistos por el maestro de Pakku y él decide no enseñar más a Aang. 
El asesinato de Zuko es ejecutado por los piratas. El General Iroh toma la oferta del almirante Zhao de tomar el comando de la flota. Él hace solamente esto porque él sabe que Zuko está vivo. Príncipe Zuko viste como soldado de la nación del fuego en una de las naves. Él ahora tiene una ocasión de capturar al avatar antes de que lo haga Zhao. 
El maestro Pakku acuerda continuar entrenando al avatar solamente si Katara se disculpaba con el por haber hecho agua control. Katara, en vez de disculparse, desafía a Pakku a un duelo. Katara se avanza mucho más en Agua control que conocemos y nos absolvemos notablemente. Sin embargo, ella todavía no puede aterrizar un solo soplo en el maestro Pakku y se bate. Se descubre el collar de su abuela, que cayó apagado durante la lucha, es tomado por el Maestro Pakku y es el que él le había hecho para Kanna (Gran-Gran abuela de Katara) hace 60 años. Su abuela dejó la unión dispuesta para comenzar su vida en el polo sur, rechazando dejar que las costumbres de su tribu gobernaran su vida (esto pasó por la aferración a las costumbres y el machismo de Pakku). 
También resulta que la Princesa Yue también ha caído para Sokka pero es entristecida para informarle que se va a casar. 
En el extremo, el Maestro Pakku acuerda tomarlos ambos pues los estudiantes y la flota de almirante Zhao ha movilizado para el sitio de la tribu agua del Norte.
- Datos: Q8773140